# Bilchiragh (huyện)
Bilchiragh là một huyện thuộc tỉnh Faryab, Afghanistan. Dân số thời điểm năm 1999 là 37,659 người.